# Saipan Botanical Garden
Saipan Botanical Garden är en park i Nordmarianerna (USA). Den ligger i kommunen Saipan Municipality, i den södra delen av Nordmarianerna. Saipan Botanical Garden ligger 200 meter över havet. Den ligger på ön Nordmarianerna.
Omgivningarna runt Saipan Botanical Garden är en mosaik av jordbruksmark och naturlig växtlighet.